# Рудковский сельский совет (Гребёнковский район)
Рудковский сельский совет (укр. Рудківська сільська рада) — входит в состав
Гребёнковского района Полтавской области Украины.
Административный центр сельского совета находится в с. Рудка.

## Населённые пункты совета
- с. Рудка
- с. Горбы